# Romeu Italo Ripoli
Romeu Italo Ripoli (Piracicaba, 21 de noviembre de 1916-Piracicaba, 28 de octubre de 1983) fue un agrónomo, empresario, político y director deportivo de Piracicaba, con actividad nacional.

## Biografía

### Primeros años de vida
Hijo de los humildes inmigrantes italianos Caetano Ripoli (1866-1940) y Emilia Viccini Ripoli (1875-1972), pasó su infancia y adolescencia en su ciudad natal. Estudió en el Ateneu Piracicabano, la Escuela de Comercio Cristovão Colombo y el Colegio Universitario. En 1935, sirvió en el Ejército Brasileño en el Tiro de Guerra de Piracicaba.
Gracias a su dedicación, en 1939 se creó la Federación Náutica Piracicabana, liderada por el Club de Regatas.
Después de un gran esfuerzo, debido a la falta de recursos de su familia, se graduó en 1940 en la Escuela Superior de Agricultura Luiz de Queiroz (ESALQ-USP), también ubicada en Piracicaba. Durante su etapa universitaria tuvo fuerte presencia y trabajó en la construcción de la sede propia del Centro Académico Luiz de Queiroz, que recién se concretaría en 1963. En 1943 publicó el libro «Cuarenta Años de Glórias», que narra la Historia de la Asociación Atlética Académica Luiz. de Queiroz, entre 1903 y 1943.

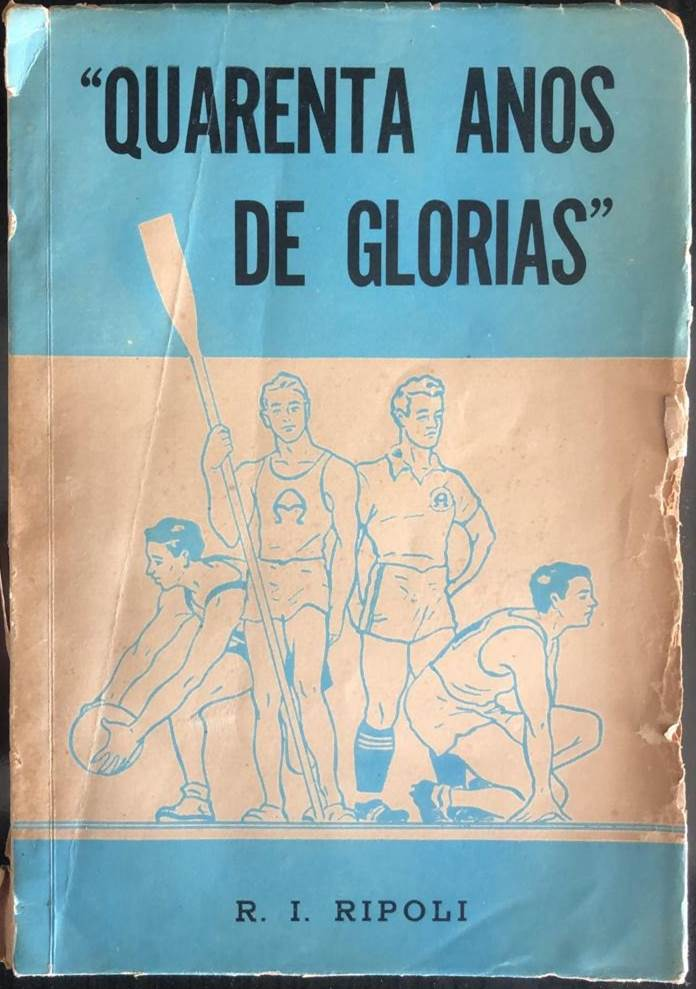
Livro "Quarenta Anos de Glórias", editado por Ripoli

Después de graduarse en la ESALQ, ha sido empleado de la Secretaría de Agricultura del Estado y técnico en la planta de Tamoio, en Araraquara, de propiedad de Pedro Morganti. Fue uno de los responsables de la introducción del gusano de seda en el oeste del Estado de São Paulo, cuando trabajaba en el servicio agrícola estatal. Rompió con el gobernador Adhemar de Barros y renunció al servicio público porque no estaba de acuerdo con el uso de sus acciones profesionales con fines políticos y demagógicos.
Dirigió la Associação Atlética Luiz de Queiroz, tricampeona de fútbol en la ciudad entre 1941 y 1943. Aún en la década de 1940, coordinó la construcción de las gradas del XV de Novembro de Piracicaba. estadio, en la calle Regente Feijó, y su domicilio social. Presidió la Liga de Fútbol Piracicabana.

### Empresario y político
Atraído por el sector inmobiliario, construyó numerosas viviendas asequibles y las vendió a plazos. En 1950, lanzó al mercado la Ciudad Jardín, uno de los primeros barrios residenciales típicamente de alto nivel en el interior de São Paulo, dando una nueva expresión urbana y arquitectónica a Piracicaba. También construyó el primer asfalto de la ciudad. Utilizó los terrenos de la antigua hacienda de Pedro Rico, con el Comendador Mário Dedini, su padrino, como socio empresarial.
Hombre visionario, Ripoli sintió el impacto que tendría la llegada de la televisión a Brasil. Fundó una pequeña empresa de montaje de televisores, SOBRATEL - Sociedade Brasileira de Televisão, con el objetivo de competir con los importados. Sin embargo, fue derrotado por el lobby de las empresas importadoras. Con recursos propios instaló una torre de televisión en la ciudad para retransmitir programas de la Rede Tupi. Fue el primer retransmisor de un canal de televisión de América Latina, que captó señales de la ex Rede Tupi de São Paulo.
En 1954, ha creado una comisión para construir el gimnasio cubierto «Waldemar Blatkauskas», para que Piracicaba pudiera albergar los Juegos Abiertos del Interior, en 1955. También coordinó la recaudación de fondos para la construcción de la Maternidad Amália Dedini en la Santa Casa de Misericórdia de Piracicaba.
Político influyente y dinámico, fue miembro de la comisión municipal de precios durante cuatro años como miembro y cuatro años como presidente. Fue concejal del Ayuntamiento de Piracicaba por los siguientes períodos: 1948 a 1951, 1952 a 1955, 1956 a 1959, 1969 a 1972.
Durante esta última legislatura, fue presidente de esa cámara de leyes por poco más de 11 meses, pues fue perseguido y obligado a renunciar, bajo acusaciones de evasión del Impuesto sobre la Renta. Eran tiempos de gobierno militar y a Ripoli le invadieron su casa y le confiscaron sus documentos personales. Luego abandonó la Cámara, amargado y deprimido.
De hecho, Ripoli había abierto una investigación en la Cámara para señalar irregularidades de su expresidente, Francisco Antonio Coelho, acusado por la prensa de patrocinar a empleados fantasma. Como Coelho estaba vinculado a soldados del 5o. Grupo de Cañones Antiaéreos, de Campinas, impuso esta condición para presionar al entonces nuevo presidente. Durante meses fue citado para interrogatorio bajo intensa presión psicológica, lo que le obligó a ser ingresado para recibir tratamiento en una clínica especializada. Tiempo después recibió una carta del general Rubens Restell eximiéndolo de todas las acusaciones que se habían hecho en su contra.
En 1976, sumamente popular, Ripoli fue candidato a alcaldepor la Alianza Renovadora Nacional. Sin embargo, debido a errores políticos cometidos, como hablar demasiado de sus ideas controvertidas, acabó perdiendo las elecciones y quedando en tercer lugar. La Municipalidad de Piracicaba era su gran sueño no realizado.

### Director deportivo
Sin embargo, el ámbito en el que más se destacó Ripoli fue como presidente del Esporte Clube XV de Novembro (Piracicaba). Estuvo al frente del club durante 17 años, en dos períodos: entre 1959 y 1966 y luego entre 1973 y 1983.
En 1964, llevó al XV a una gira por Europa y Asia. En ese momento, Brasil ya era bicampeón del mundo y sólo el Santos y el Botafogo hacían este tipo de viajes. El equipo jugó en Suecia, Polonia, Alemania (Oeste y Este, división en ese momento), Dinamarca y, en el apogeo de la Guerra Fría, en las entonces repúblicas soviéticas de Rusia, Moldavia, Ucrania, Kazajstán y Uzbekistán.
En 1976, el XV quedó subcampeón del Campeonato Paulista, el mayor título del equipo hasta la fecha y el primer club del interior de São Paulo en lograr tal clasificación.
En 1979, el XV quedó 13º en el Campeonato Brasileño de Serie A, el mejor lugar de su historia en el torneo.
Líder carismático, Ripoli estuvo involucrado en varias disputas con la Federación Paulista de Fútbol (FPF), siempre buscando traer beneficios a los clubes del interior de São Paulo. Conocido por su gran inteligencia, por hablar varios idiomas y por su caracterización de paleto rural, Ripoli era un fumador empedernido. Siempre liando su cigarrillo de paja, apareció en los periódicos y en programas deportivos de televisión, donde aparecía frecuentemente, criticando a jueces y directores de la FPF. Fue el mentor intelectual y agregador de clubes del interior de São Paulo que llevó a la FPF a tener, por primera vez en la historia, un presidente del interior.

Víctima de un cáncer de pulmón, murió en 1983, poco antes de cumplir 67 años y el XV se consagró campeón de la segunda división, regresando a la élite del fútbol paulista.
“En sus manos”, asegura Losso Netto en el Jornal de Piracicaba del 29 de octubre de 1983, “el veterano club vivió sus mayores momentos de gloria. Luchador intrépido, no se conformó con la injusticia. En la política deportiva, lleno de malicia y deshonestidad, Ripoli nunca permitió que nadie le arrebatara los derechos a su club ni a los más pequeños. Por eso mismo, fue un verdadero líder del fútbol paulista, escuchado, respetado y el líder de los más auténticos en el deporte más popular de Brasil”.
“Pocos, muy pocos, han vibrado como él por esta tierra, entregando su trabajo por su crecimiento y proyección. Una de sus figuras humanas más expresivas: Romeu Italo Ripoli”, declaró aún el periodista Losso Neto.

## Familia
Dejó 4 hijos: Tomaz Caetano Cannavam Ripoli (1947-2013), quien fue profesor titular de la ESALQ; Elizabeth Cannavam Ripoli (1952), pianista profesional y empresaria musical; Antonio Roberto de Godoi (1957), ingeniero en comunicaciones, investigador y empresario; y Edson Diehl Ripoli (1964), general del Ejército brasileño.

## Homenajes
Piracicaba eligió a Ripoli como una de las personalidades del año, en 1975/1976. Recibió numerosos diplomas y condecoraciones. Una avenida de la ciudad lleva su nombre, en el Parque Residencial Eldorado, paralela a la Avenida Eurico Gaspar Dutra y cercana a la Rodovia do Açúcar, Comendador Mário Dedini.